# 蕭瑞徵
蕭瑞徵（1944年4月24日—1987年1月22日），中華民國（台灣）政治人物，曾任雲林縣議會副議長，後代表中國國民黨在農民團體當選為第一屆第三、四、五次增額立法委員。

## 爭議

### 阻擋麥當勞進入台灣市場
美國速食龍頭麥當勞在1983年底首次宣布進駐台灣，並在台設立連鎖店，在當時引發熱議。時任立法委員蕭瑞徵向行政院質詢時，曾以引進麥當勞恐威脅國內速食業和農牧業為由，希望能禁止麥當勞來台。
蕭提出速食業的引進對我國（中華民國）的經濟發展並無益處，卻對工商農業有所損害；麥當勞速食品大量產銷小麥和畜肉，勢必自美進口鉅額農畜產品自行設廠加工，對國內相關產業飽受生存威脅。
麥當勞對此則回應，根據麥當勞體系要求，會遵守技術合作契約規定，盡量購買本地的原料及其他供應品，也試驗在各地種植漢堡、沙拉等所需原物料，麥當勞的引入反而有望帶動台灣農牧業發展。如今麥當勞已經是台灣數一數二的知名餐飲企業。

### 企圖借用博物館展示品辦理私人展覽
1985年9月，蕭瑞徵攜妻林品貝至台中國立自然科學博物館參觀，其後對部分展示品發生濃厚興趣，甚至去電希望館方能借出博物館中幾件最中意的展示品，供他私人在台北所辦的太空展覽會展出，最後不得果，遂於立法院審議中央預算會議中，批評自然科學博物館內容貧乏，應充實設備，借此私下要求漢寶德，要求其購買太空展覽會結束後的展示品；不久蕭因遭槍殺，才結束此荒唐走板事件。

## 槍擊事件
1985年9月，蕭瑞徵因斗南田徑場工程標案與包商李金原發生金錢糾紛。李金原到處陳情而遭到蕭瑞徵告發誹謗判刑，因而懷恨在心，於1987年1月21日持手槍射殺蕭瑞徵致死，是台灣唯一一件立委遭槍擊致死案件。